# Trofeo Ladino Elite 2021
Il 4° Trofeo Ladino Elite si è svolto tra il 9 e il 20 agosto del 2021.

## Storia
La quarta edizione del trofeo si è svolta a due anni dalla precedente: l'edizione 2020 non si è infatti disputata a causa della pandemia di COVID-19. È stata confermata la collocazione dell'evento come torneo di preparazione precampionato.

## Formula e partecipanti
La formula è stata confermata. Hanno partecipato al torneo le tre compagini dell'area di lingua ladina iscritte al massimo campionato italiano di hockey su ghiaccio ed all'Alps Hockey League:
- Cortina
- Fassa Falcons
- Gherdëina

Il torneo è stato giocato con un girone di andata e ritorno, per complessivi sei incontri.

## Risultati
| 1ª            | giornata          | 4ª             |
| 9 agosto 2021 |                   | 16 agosto 2021 |
| 1-5 referto   | Gherdëina - Fassa | 2-3 referto    |

| 3ª             | giornata        | 5ª             |
| 13 agosto 2021 |                 | 18 agosto 2021 |
| 4-5 referto    | Fassa - Cortina | 1-3 referto    |

| 2ª             | giornata            | 6ª             |
| 11 agosto 2021 |                     | 20 agosto 2021 |
| 4-5 referto    | Cortina - Gherdëina | 2-3 referto    |

## Classifica
| Pos. | Squadra       | Pt | G | V | VOT | POT | P | GF | GS | DR |
| ---- | ------------- | -- | - | - | --- | --- | - | -- | -- | -- |
| 1.   | Fassa Falcons | 6  | 4 | 2 | 0   | 0   | 2 | 13 | 11 | +2 |
| 2.   | Cortina       | 6  | 4 | 2 | 0   | 0   | 2 | 14 | 13 | +1 |
| 3.   | Gherdëina     | 6  | 4 | 2 | 0   | 0   | 2 | 11 | 14 | -3 |

Il Fassa si aggiudica il titolo grazie alla differenza reti.